# فرنسا 3
قناة فرنسا 3 (بالفرنسية:France 3)، هي قناة فرنسية تابعة لمجموعة التلفزة الفرنسية، وهي القناة الثالثة لتلفزيون فرنسا الرسمي، أنشئت في اليوم الحادي والثلاثين من شهر ديسمبر سنة 1972، وكان يعرف في ذلك الوقت «كلور 3» (بالفرنسية:Couleur 3).

## وصلات خارجية
- الموقع الرسمي